# Lucan
Lucan (irl. Leamhcán) – dzielnica Dublina w Irlandii, w hrabstwie Dublin Południowy. Dzielnica położona jest nad rzeką Liffey oraz przy granicy z hrabstwem Kildare. W 2011 liczyła około 44 270 mieszkańców.